# رباط علي بن حسين (بعدان)

تعديل مصدري - تعديل

رباط علي بن حسين هي إحدى قرى عزلة المشكي بمديرية بعدان التابعة لمحافظة إب، بلغ تعداد سكانها 160 نسمة حسب تعداد اليمن لعام 2004.